# The Menagerie (Star Trek: The Original Series)
"The Menagerie" é o único episódio em duas partes da série de ficção científica Star Trek. A primeira parte foi ao ar em 17 de novembro de 1966 e a segunda parte em 24 de novembro de 1966 pela NBC. O roteiro foi escrito pelo criador e produtor executivo da série Gene Roddenberry. Marc Daniels dirigiu todas as cenas novas do episódio, enquanto Robert Butler dirigiu as cenas do piloto original "The Cage"; Daniels foi creditado por dirigir a primeira parte e Butler creditado pela segunda, apesar dos dois episódios terem cenas filmadas por ambos os diretores.
Incorporar "The Cage" no episódio em duas partes "The Menagerie" resolveu o problema da falta de roteiros em Star Trek. O produtor Robert H. Justman convenceu Roddenberry a escrever dois episódios que utilizassem as cenas do primeiro piloto, do contrário eles teriam de parar a produção da série. Ele o chamou de "envelope", escrevendo-o em quatro dias. O diretor Robert Butler mais tarde afirmou que foi o talento empreendedor de Roddenberry que conseguiu encontrar um jeito de usar um piloto recusado como um dispositivo para economizar dinheiro para a sua série.
Ao escrever o roteiro, ele criou uma linha de história totalmente nova, onde "The Cage" serviria como história anterior para a nave USS Enterprise. Novas imagens foram combinadas com antigas e colocadas na continuídade de Star Trek.
"The Menagerie" venceu o prestigiado Hugo Award na categoria de Melhor Apresentação Dramática, o único outro episódio da série a vencer o prêmio foi "The City on the Edge of Forever".
No enredo, Spock sequestra seu antigo capitão Christopher Pike, coloca a Enterprise em um curso para o planeta proibido de Talos IV, e se entrega para corte marcial para explicar suas ações.

## Enredo

### Parte I
Na data estelar 3012.4, a USS Enterprise desvia para a Base Estelar 11 quando o Sr. Spock recebe uma chamada subespacial do antigo capitão da Enterprise, Christopher Pike (que Spock serviu durante 11 anos, e desde então foi promovido a Capitão de Frota). Quando eles chegam na base estelar, o Comodoro Mendez afirma que qualquer comunicação com Pike é impossível, já que ele foi severamente queimado e paralisado pela exposição a raios delta durante um acidente em uma nave de treinamento. Ele nunca poderia ter enviado a mensagem. Na verdade, é revelado que Pike está confinado em uma cadeira de rodas comandada por ondas cerebrais. Ele não consegue falar, e apenas se comunica com luzes piscantes: um pisque significa "sim", dois significa "não".
Pike se recusa a falar com o Capitão Kirk e o Dr. McCoy, permitindo apenas Spock em particular. Spock parcialmente explica sua aparição indicando sua intenção de levar Pike, mesmo contra os regulamentos da Frota Estelar.
No escritório de Mendez, Kirk descobre que os diários de comunicação não possuem nenhum registro de Spock recebendo uma mensagem de Pike. Spock se esgueira para dentro do centro de comunicação da estação, deixa o técnico inconsciente, e então manipula o computador para enviar a Enterprise sob ordens falsas para o planeta proibido de Talos IV. Ele informa o navegador na ponte Enterprise que os dados de navegação vão automaticamente pilotar a nave. Ele manipula os protocolos de autorização de voz com uma gravação da voz de Kirk, e o aturdido navegador aceita a estranha autorização e Spock envia os dados.
O Dr. McCoy é levado de volta para a Enterprise ao pedido de ajuda médica, com Mendez mostrando a Kirk a arquivo secreto sobre o destino de Talos IV. O arquivo contém poucas informações sobre uma missão anterior a Talos IV, não explicando ainda o por que da ida a Talos IV ser punida com a morte, sob a Ordem Geral 7 da Frota Estelar. Spock se transporta para a nave junto com o desabilitado Pike. Quando a enfermeira da Base Estelar 11 percebe o desaparecimento de Pike, a Enterprise já havia partido para Talos IV.
Kirk e Mendez partem para seguir a Enterprise em uma nave auxiliar. Spock detecta a nave, que está quase sem combustível, e se rende à tripulação da Enterprise para ser preso, confessando ao Dr. McCoy que ele cometeu motim e que nunca recebeu ordens de comando. Chocado com este comportamento inexplicável e preso ao dever de cumprir a lei como oficial sênior da nave, McCoy o confina a seus alojamentos. Scotty transporta Kirk e Mendez abordo, e eles exigem que o computador explique as ações de Spock e que ele devolva o controle da nave para o navegador. O computador informa que qualquer tentativa de retomar o controle da nave antes de sua chegada a Talos IV irá desabilitar o suporte de vida.
Mendez ordena um audiência preliminar para Spock, que pede uma corte marcial imediata, que necessita de um conselho formado por três oficiais de comando. Spock diz que há três oficiais disponíveis, Kirk, Mendez e Pike—que ainda está listado como "ativo" pela Frota. Spock começa a exibir imagens de arquivo gravadas durante os eventos de "The Cage", que explica como esta "história" começa.
O vídeo reconta como 13 anos antes a Enterprise, comandada por Pike, recebeu um fraco sinal de socorro da SS Columbia, uma nave registrada como desaparecida 18 anos antes. O sinal os leva para Talos IV. Um grupo de desembarque é transportado para a superfície e alguns sobreviventes são encontrados, incluindo uma jovem mulher, Vina, que nasceu pouco antes da queda da Columbia, e cujos pais morreram. Pike imediatamente se interessa por ela. Sem Pike e os outros saberem, eles estão sendo monitorados pelos habitantes nativos do planeta, os talosianos, que conseguem criar ilusões muito realistas e desejam estudar os humanos que vieram a seu planeta.
O Dr. Boyce, oficial médico chefe de Pike, monitora os sobreviventes e descobre que eles estão em perfeita saúde, muito melhor do que ele esperava, começando a suspeitar de algo. Antes de poder informar seu capitão de alguma coisa, Pike é atraído por Vina para uma armadilha dos talosianos. Pike desaparece por uma porta de pedra e todos os sobreviventes desaparecem, tendo sido apenas ilusões.
Kirk percebe que as imagens que Spock está exibindo estão sendo enviadas para a Enterprise diretamente de Talos IV, e a Frota Estelar ordena o fim da transmissão. A corte entra em recesso.

### Parte II
O julgamento continua a pedido de Kirk, apesar da Frota Estelar ter negado a Enterprise acesso a qualquer transmissão talosiana. As gravações mostram Pike em uma jaula, e ele descobre que os talosianos desejam que ele e Vina se acasalem e produzam filhos para reconstruir a destruída civilização do planeta. Na superfície, a tripulação de Pike freneticamente tenta resgatá-lo, porém não conseguem passar da porta de pedra, nem mesmo usando as armas da nave. Um enorme problema reside no fato da tripulação não poder confiar em seus próprios sentidos, já que os talosianos podem criar ilusões em qualquer parte do planeta.
Os alienígenas fazem Pike passar por várias realidades virtuais com Vina, esperando que isso faça que ele desenvolva um interesse amoroso por ela. Pike, todavia, resiste aos jogos mentais e exige ser libertado. Os talosianos o ameaçam com ilusões traumatizantes, infligindo alguns agonizantes segundos de inferno. A Enterprise tenta transportar um grupo de desembarque diretamente para a rede subterrânea dos talosianos. Eles, sabendo desta tentativa, manipulam os operadores do transporte para que apenas as mulheres sejam transportadas para a jaula de Pike, dando a ele um maior número de "parceiras" para escolher. Além disso, os feisers totalmente carregados das novas cativas parecem inertes, impedindo a assim a opção de destruir as paredes da jaula para escapar.
Naquela noite Pike captura um talosiano tentando confiscar suas armas enquanto dormem. Pike diz a seu prisioneiro que ele acredita que os fasers fizeram um enorme buraco na jaula, porém ele foi escondido por ilusões. Pike ameaça testar sua teoria atirando na cabeça do talosiano se a buraco não for revelado. O talosiano atende a exigência e o dano é feito visível na parede transparente da jaula. Ao chegarem a superfície, entretanto, o talosiano revela que sua escapada foi permitida para que estabelecessem uma colônia escrava na superfície.
Em resposta, Número Um ajeita seu faser para uma sobrecarga que irá matar todos, não desejando ser escravizada. Ela é persuadida a desativá-lo quando mais talosianos chegam com os resultados de seus escaneamentos dos registros da Enterprise. O histórico humano mostra que eles sempre odiaram ser mantidos prisioneiros, mesmo quando isso é benevolente. Humanos são assim muito perigosos e violentos para as necessidades dos talosianos, então eles são libertados. Quando Pike reclama que eles estão escapando depois de ameaçar e prender sua tripulação, os talosianos explicam que se eles desejarem vingança, devem perceber que eles foram as últimas esperanças de sobrevivência da espécie talosiana, que agora está condenada devido a sua resistência. Preocupado com sua situação, Pike sugere que os talosianos abram relações diplomáticas para que a Federação Unida dos Planetas os ajudem, porém eles recusam explicando que assim seus poderes de ilusão seriam revelados, condenando outras espécies também.
Número Um e a Ordenança Colt são transportadas de volta para a Enterprise, com Pike permanecendo um pouco mais. Vina é revelada sendo um ser deformado, os resultados de seus ferimentos adquiridos na queda da Columbia, com sua beleza sendo mantida pela ilusão dos talosianos. Antes de partir, Pike pede para que a ilusão de beleza e Vina seja restaurada, O Guardião concorda e ela é transformada de volta para sua aparência de saúde. Pike parte, satisfeito que Vina está feliz com sua ilusão. De repente o vídeo se encerra e Kirk compreende o que Spock esteve planejando: Pike, agora desfigurado e desabilitado, pode ser "revivido" pelos poderes dos talosianos.
Para a supresa de Kirk, Mendez desaparece, tendo sido apenas outra ilusão dos talosianos, criada para que Kirk fosse forçado a assistir a história de Pike, e impedi-lo de obter o controle da nave até a chegada em Talos IV. O Comando da Frota Estelar, que esteve assistindo o julgamento da Base Estelar 11, e ficando satisfeito com a explicação, permite que Kirk complete a jornada até o planeta e transporte o Capitão Pike para a superfície como um modo de reconhecimento por seus anos de serviço.
Spock é liberado de todas as acusações. Kirk exige saber por que Spock não lhe disse o que estava planejando para que ele pudesse ajudá-lo. Spock explica que isso colocaria o capitão em risco de execução. Kirk expressa sua preocupação sobre o estado mental de Spock, porém o vulcano afirma que ele permaneceu "lógico durante todo o caso". Spock vê Pike partir, e uma vez no planeta, os talosianos restauram o antigo capitão ao seu estado normal (via ilusão). Pike é reunido com Vina. A mensagem final dos talosianos para Kirk é "Capitão Pike tem a ilusão, e você a realidade. Que você possa encontrar seu caminho de forma agradável". A Enterprise parte de Talos IV e retorna para a Frota Estelar.

## Produção
"The Menagerie" resolveu dois grandes problemas; o primeiro sobre o destino das caras imagens de "The Cage", e segundo sobre de falta de roteiros que a produção estava enfrentando na época. O roteiro foi escrito por Gene Roddenberry, criador e produtor executivo da série e também o roteirista original de "The Cage". O roteiro de ambas as partes tinha 64 páginas, menor que roteiros para episódios únicos. A parte I tinha 43 páginas e a parte II, 21. O episódio também foi barato de se produzir, reusando imagens já existentes e necessitando de apenas uma semana de filmagens novas.
Novas filmagens ocorreram para a história "atual" de "The Cage". Já que o ator Jeffrey Hunter não estava disponível para reprisar seu papel de Christopher Pike, o ator sósia Sean Kenney interpretou o machucado capitão nas cenas novas, apesar de Hunter ter sido representado nas imagens de arquivo de "The Cage" e ter sido creditado de acordo, junto com todo o elenco do piloto original.
Também nas novas cenas, Malachi Throne (que providenciou a voz do Guardião no "The Cage" original) interpretou o Comodoro José Mendez, enquanto Julie Parrish interpretou sua assistente Srta. Piper. Pelo fato de Throne interpretar um papel coadjuvante em "The Menagerie", o voz do Guardião foi regravada por outro ator, Vic Perrin.
As novas cenas foram dirigidas pelo veterano diretor de Star Trek Marc Daniels. Já que a maioria de suas cenas foram usadas na parte I, ele apenas recebeu crédito por esse episódio. O diretor de "The Cage", Robert Butler, recebeu crédito pela parte II, já que a maioria das imagens eram do piloto original.
As imagens do negativo mestre de "The Cage" foram editadas no negativo mestre de "The Menagerie". Nenhuma outra cópia colorida em 35 mm de "The Cage" existia, apenas uma cópia 16 mm em branco e preto pertencente a Gene Roddenberry. Em 1987, um negativo completo colorido de "aparas" de "The Cage" que não havia sido usado em "The Menagerie" foi descoberto em um laboratório de filme em Los Angeles, sendo devolvido a Paramount Pictures.

## Remasterização
Os dois episódios foram remasterizados em 2006, com a Parte I indo ao ar em 25 de novembro de 2006 e a Parte II em 2 de dezembro de 2006, como parte da remasterização completa da série original. A Parte I foi precedida na semana anterior por "Space Seed" enquanto a Parte II foi sucedida na semana seguinte por "The Corbomite Maneuver". Além da remasterização de áudio e vídeo, e das animações computadorizadas da Enterprise, alterações específicas para os episódios incluem:
- A primeira tomada de "The Cage", com a câmera movendo-se sobre a ponte e entrando nela para mostrar a tripulação, foi refeita com uma ponte de computação gráfica com uma transição para a tripulação de forma perfeita e homogênea.
- Tanto o planeta da Base Estelar 11 quanto Talos IV foram renderizados em computação gráfica para parecerem mais fotorrealistas.
- As pinturas de fundo da Base Estelar 11 foram retrabalhadas adicionando mais realismo e profundidade, incluindo o aprimoramento do planeta com anéis no céu. Durante a noite, as luzes de veículos podem ser vistas passando pelas janelas.
- A nave auxiliar da Base Estelar 11 agora tem "STARBASE 11" escrito em seu casco, também recebendo o nome de Picasso.
- A cena do piquenique entre Pike e Vina recebeu um novo fundo de computação, com a Cidade de Mojave podendo ser vista.
- A claridade da fortaleza de Rigel foi aumentada e algumas das pedras ao fundo foram alteradas.
- Desaparecimentos de personagens e transições de ilusões foram melhoradas.

## Recepção
Zack Handlen da The A.V. Club deu ao episódio uma nota "B-", notando que "a coisa toda funciona nas duas horas, e com uma história atual do elenco regular que, dramaticamente, não combina bem". Handlen notou alguns aspectos memoráveis do episódio como a extensão dos ferimentos de Pike e a ambiguidade de seu final.